# Пау-вау

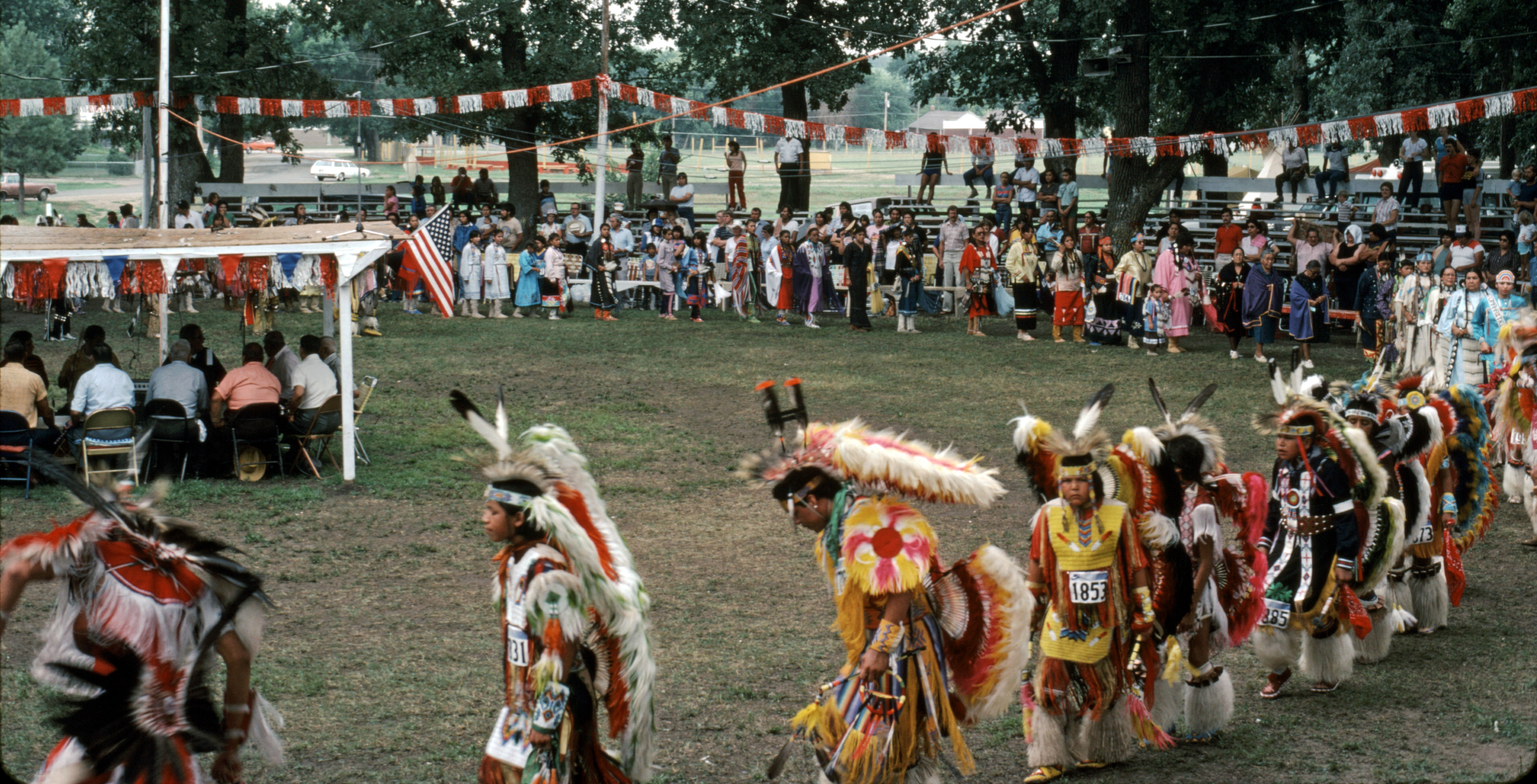
Великий вихід, 1983 рік, пау-вау в Омасі

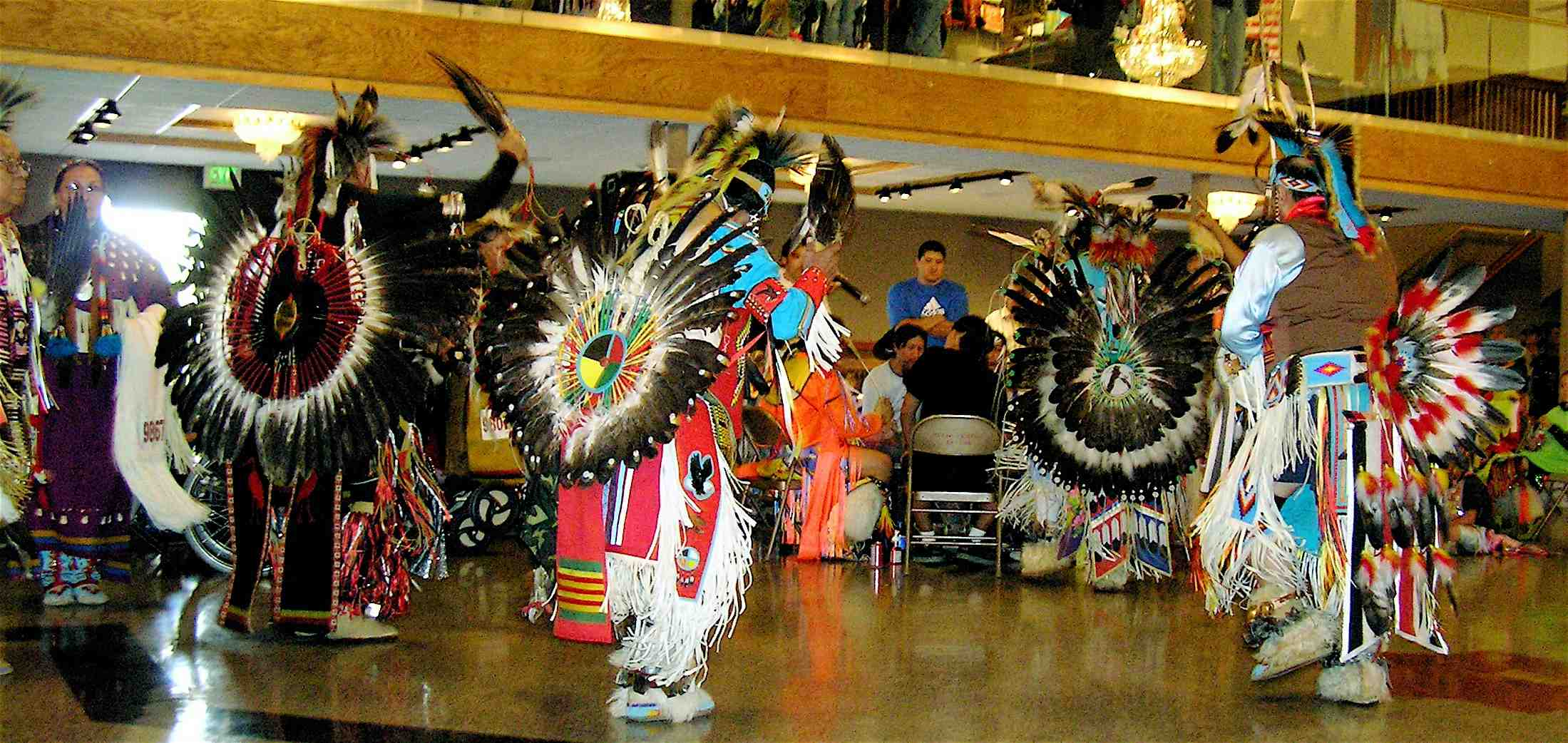
Чоловіки, які виконують національний танець, Монтана, 2007

Пау-вау (англ. pow wow, pau wau, від нар. powwaw – духовний провідник) — збори індіанців (корінних американців). Назва походить з мови корінного народу наррагансетт, від слова, що означає «духовний лідер».
У наші дні пау-вау — це захід, на якому представники корінного населення США збираються танцювати, співати, спілкуватися, обговорювати культуру останніх. На пау-вау проходять танцювальні змагання, часто з грошовими призами. Пау-вау може тривати від кількох годин до трьох днів, а найважливіші пау-вау можуть тривати і до тижня.
«Пау-вау» в старих американських вестернах часто називали будь-які збори "індіанців" (стара збірна назва корінних народів Північної та Південної Америк).

## Організація

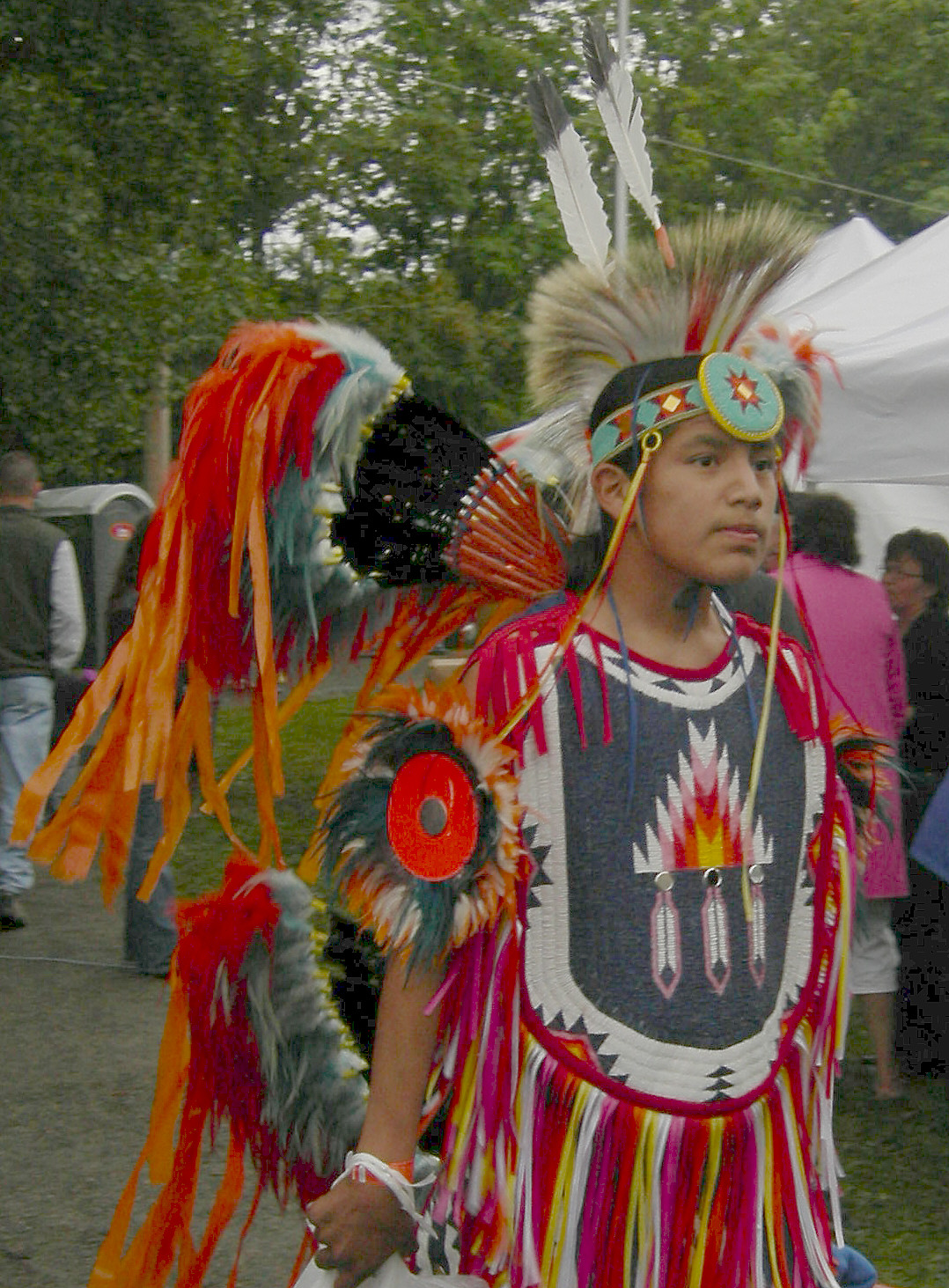
Індіанський танцюрист, Сієтл, 2007

Організація, як правило, починається за кілька місяців, а то й за рік, людьми, що входять у так званий комітет пау-вау. Пау-вау спонсорують племінні організації, American Indian community within an urban area, Native American Studies program та American Indian club, а також різні інші організації.

## Заходи

### Початок

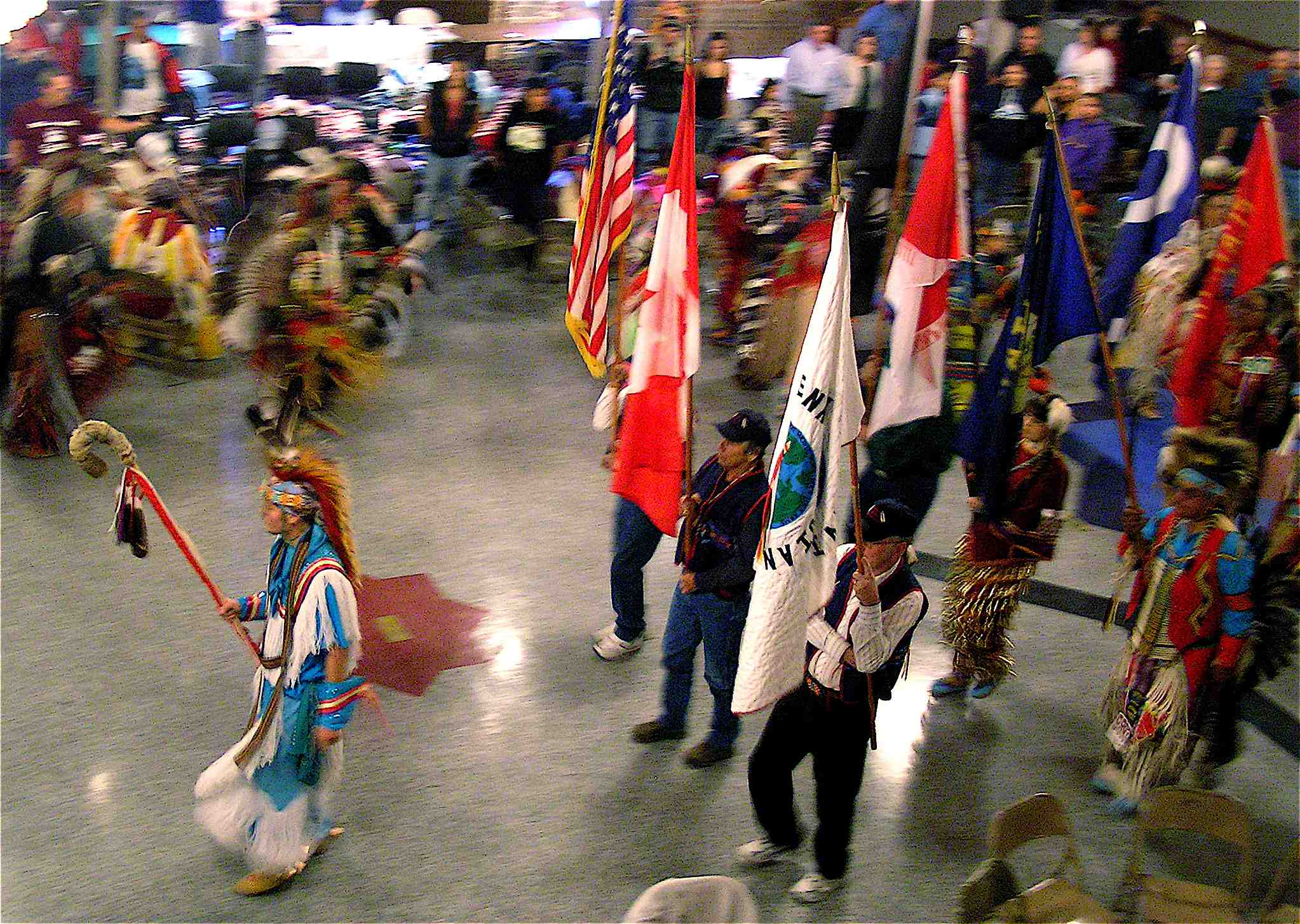
Eagle Staff веде Великий Вихід

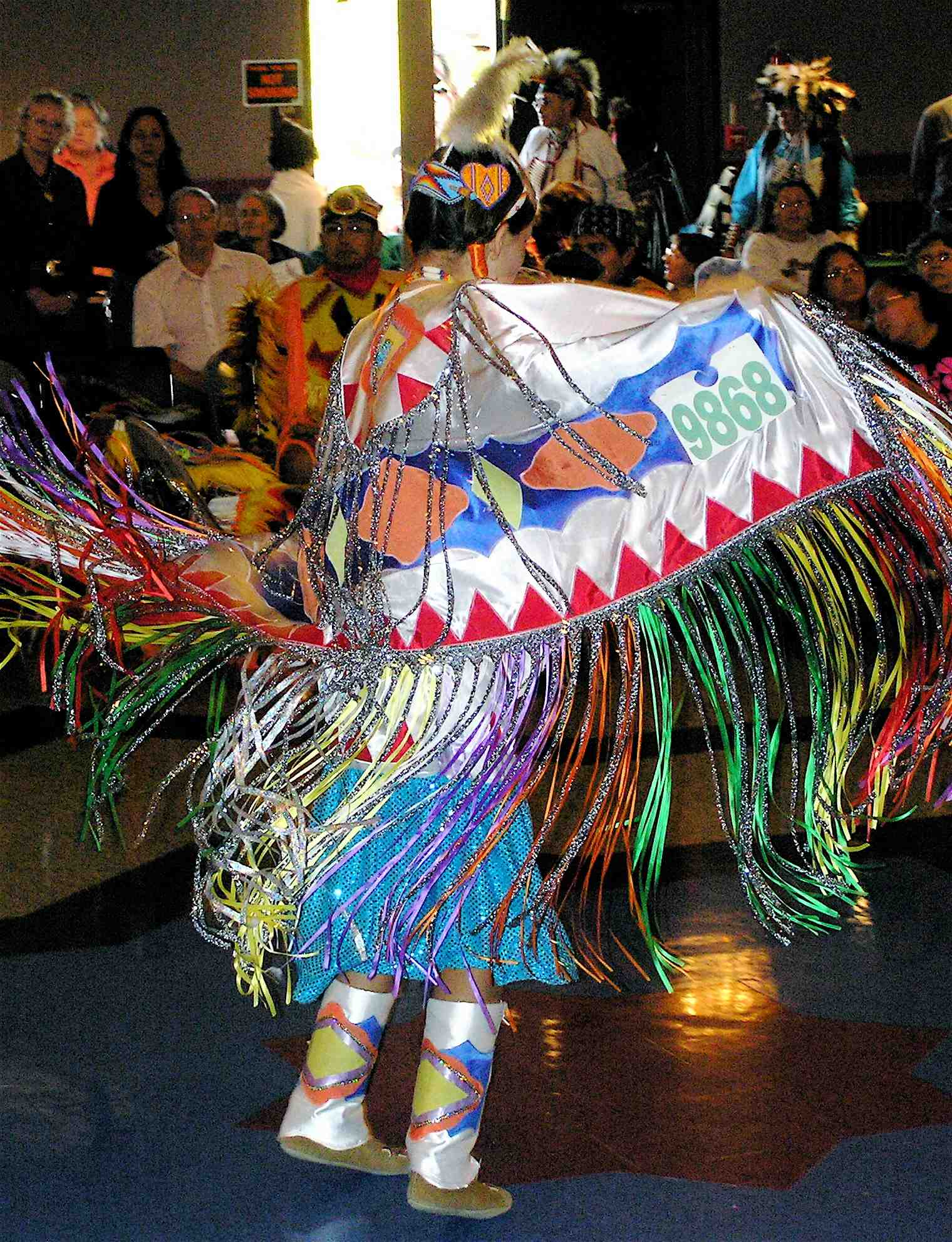
Танець дівчини з хусткою, Монтана, 2007

Пау-вау зазвичай організовується в кілька великих кіл. Центральне коло — танцювальний майданчик, поруч з яким знаходяться столи, барабанщики та сидячі місця для танцюристів й їхніх сімей. Поруч знаходяться кола для глядачів і журналістів, поряд із якими знаходяться торгові ятки, в яких можна купити їжу, зробити татуювання, купити диски з музикою, прикраси, сувеніри, вироби зі шкіри та інше.

### Відкриття
Пау-вау починається з Великого Виходу, з молитви. Великий вихід веде Eagle Staff, якого супроводжують прапором, потім йдуть танцюристи, на одному з барабанів грається вступна пісня. У цього дійства є сакральне походження, на багатьох пау-вау його заборонено фотографувати і знімати на відео.
Далі танцюристи входять в головне коло в особливому порядку: традиційні чоловічі танці, чоловічий танець на траві, чоловіча примха (імпровізація), традиційні жіночі танці, жіночий танок із дзвоном, жіноча примха (імпровізація). Діти і підлітки дотримуються того ж порядку. Після Великого Виходу Майстер Церемонії запрошує шановного члена спільноти провести ініціацію. Один з головних барабанів, що не грали пісню Великого Виходу, грає Пісню Прапора, супроводжувану Піснею Перемоги, протягом якої прапори встановлюють на столі Майстри Церемонії.

### Танці

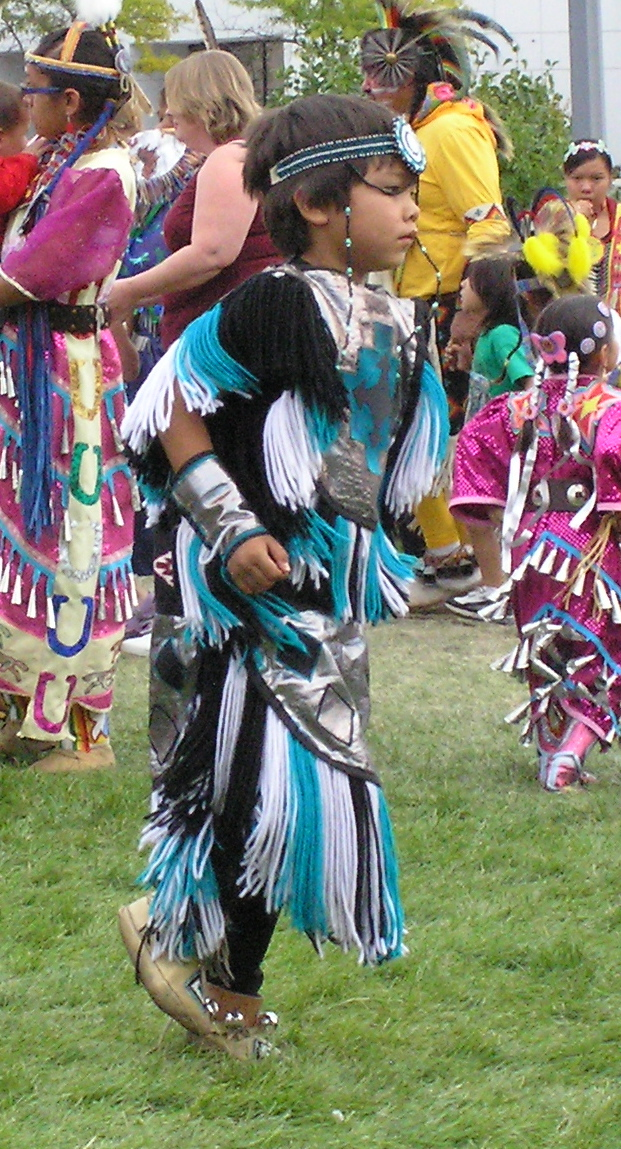
Пау-вау в Спокані, 2007

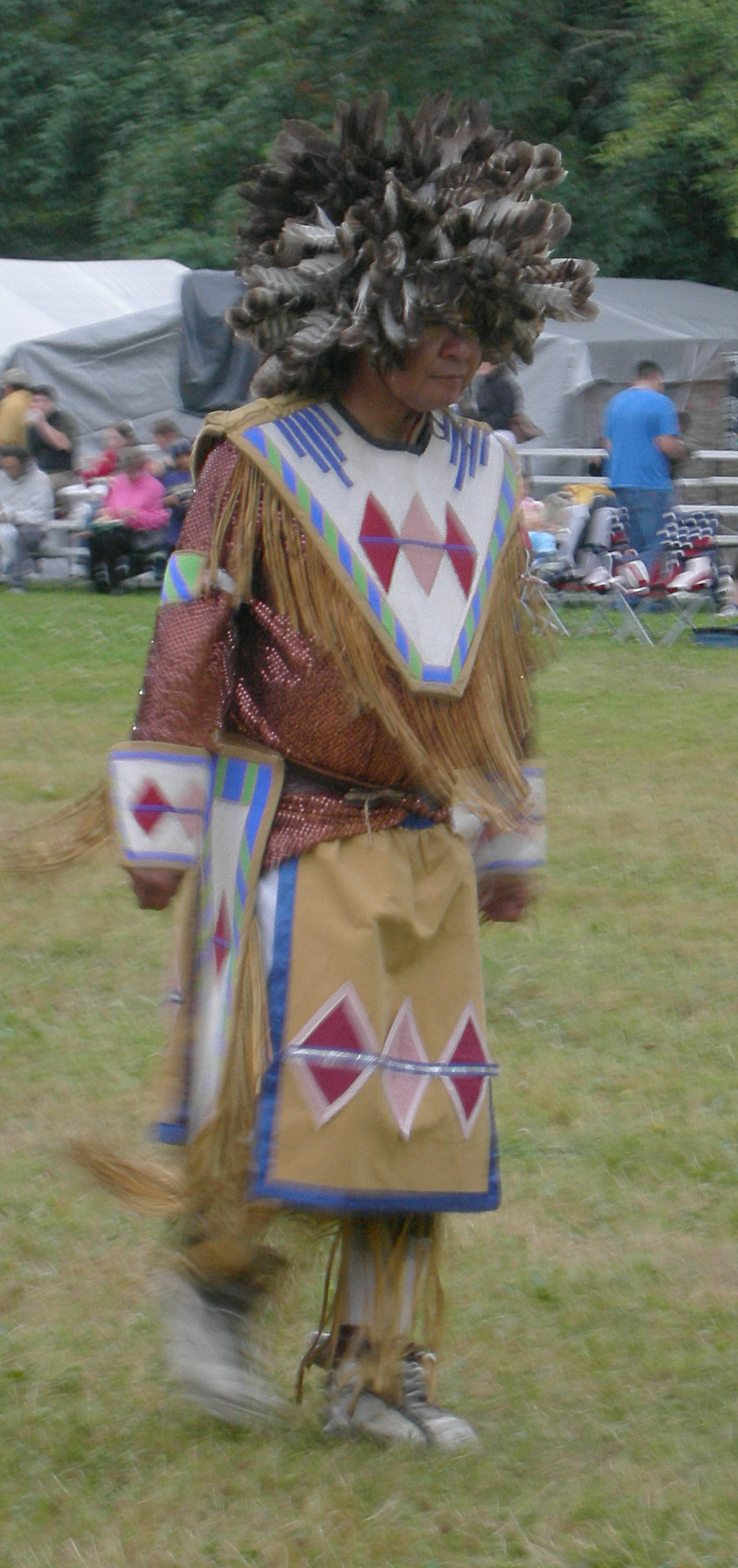
Пау-вау в Сієтлі

Найпростіші танці — круговий танець,  crow hop  (виконується під північний барабан), пісня крадіжки коня (південний барабан), також «double beat», «sneakup» і, серед традиційних жіночих танців і танців з дзвоном, «sidestep».

#### Чоловічі танці

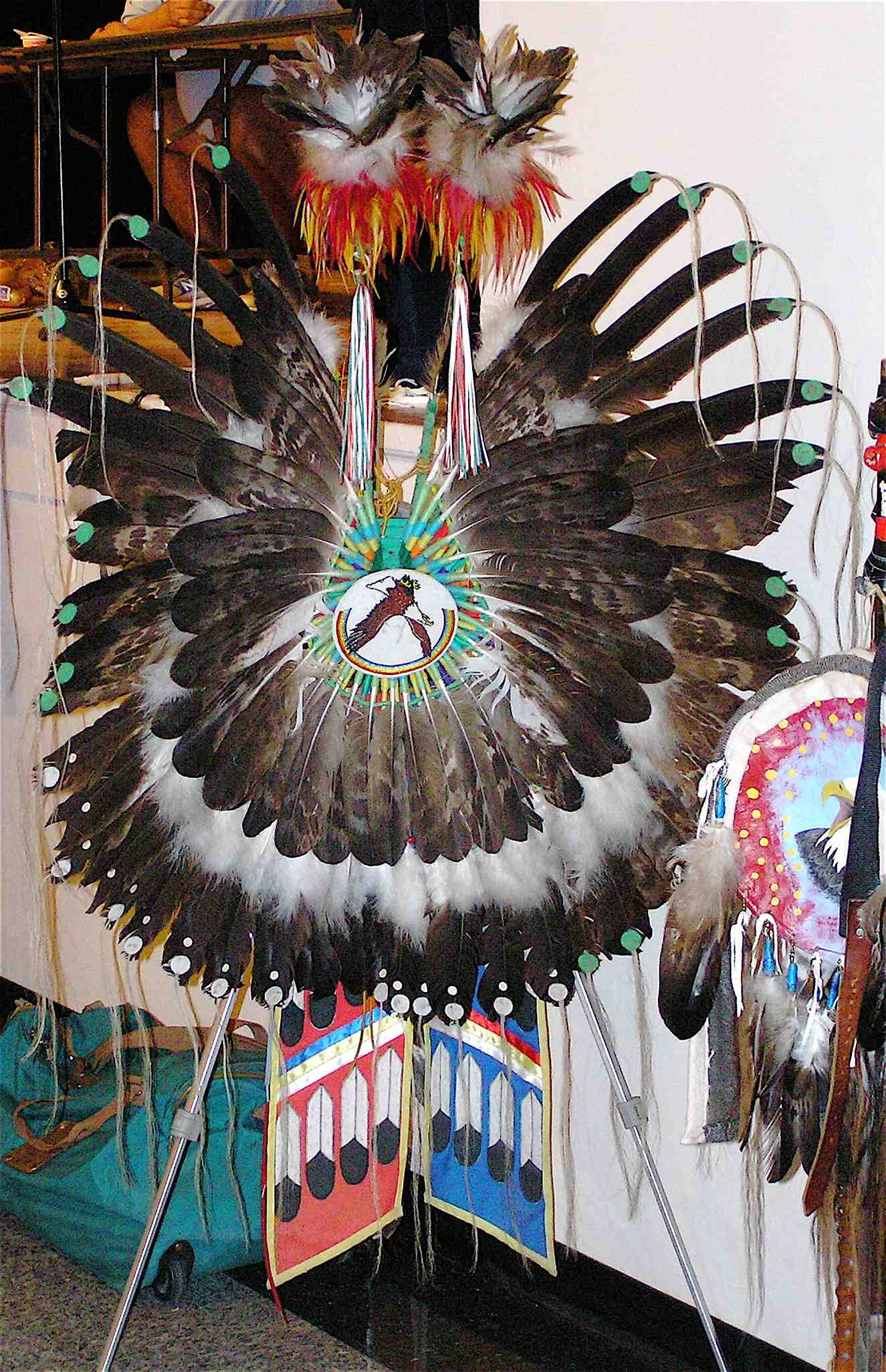

- Fancy Dance або Fancy Feather Dance (північний і південний стилі)
- Northern Traditional (на півночі називається просто «чоловічий традиційний»)
- Southern Straight
- Grass Dance

#### Жіночі танці
- Traditional
- Buckskin and Cloth
- Fancy Shawl

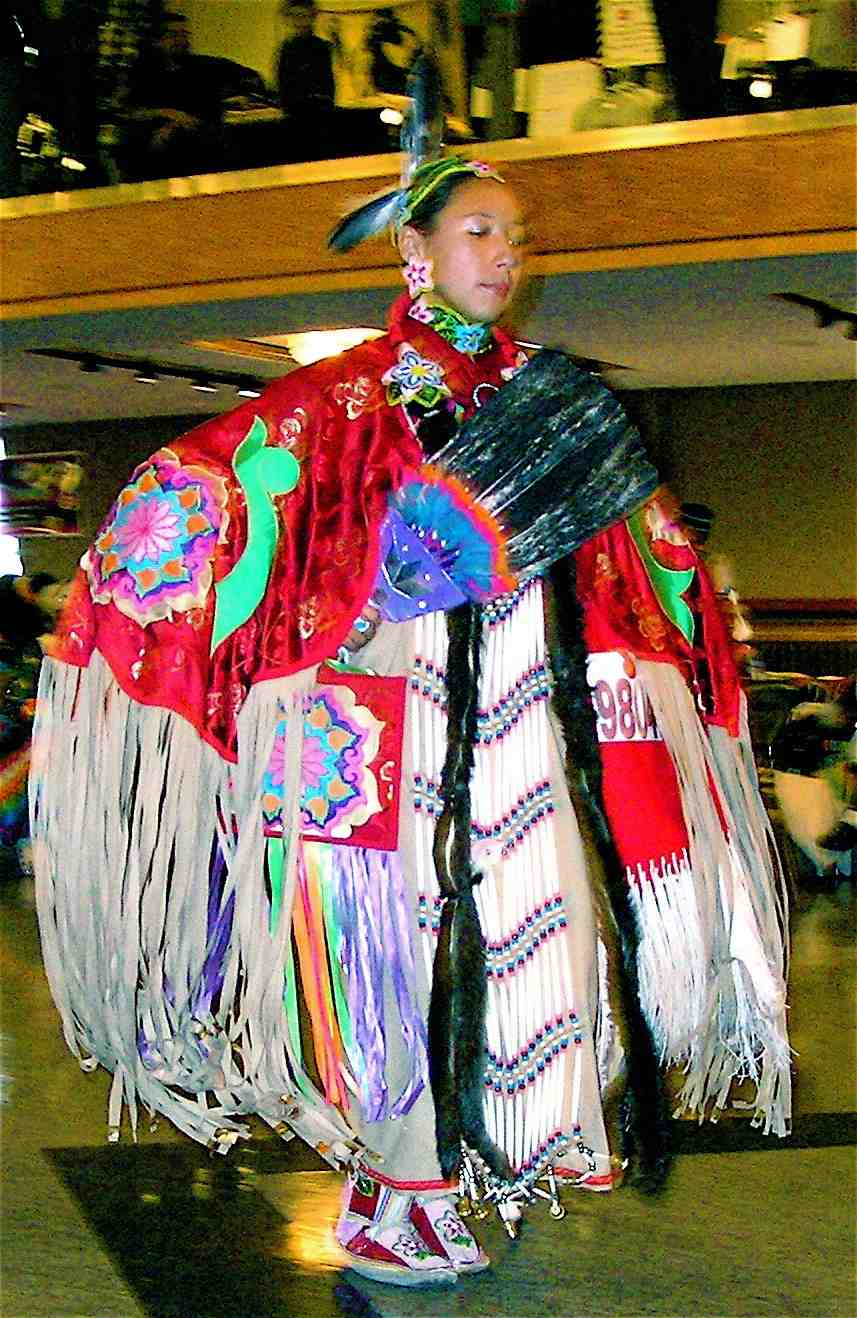
Виконавиця традиційного танцю

- Jingle Dress (танець, який зцілює)

## Музика

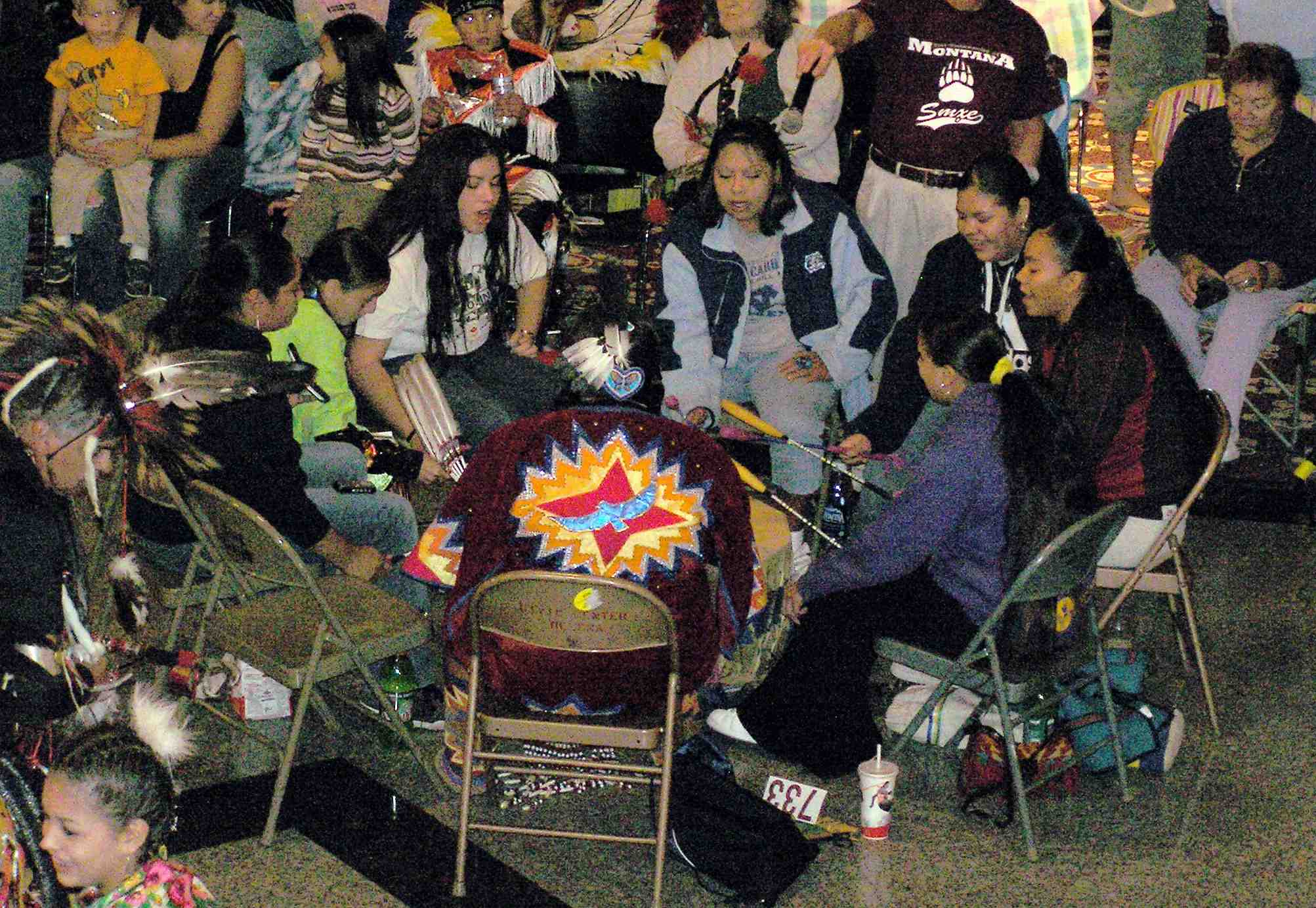
Жінки-барабанщиці

Музика пау-вау — поєднання барабанів, співу та танців.

### Барабани
|  | Good drums get the dancers out there, good songs get them to dance well. Without drum groups there is no music. No music, no dance, no powwow . |

На пау-вау може бути безліч барабанів, але на кожному пау-вау є головний барабан, який користується найбільшим авторитетом. Члени груп барабанщиків часто є родичами, сім'ями. Групи часто називають по сімейному імені, по географічному розташуванню, назвою племені. За традицією, на барабанах грають тільки чоловіки, а жінки повинні сидіти перед ними для більшої гармонії. З 1970-х жінки стали тарабанити разом з чоловіками в акомпанемент, або співати, октавою вище, пісні. Сьогодні існують як змішані групи барабанників, так і такі, що складаються лише з жінок.

#### Етикет барабанщиків
Для розуміння цього етикету потрібно врахувати, що до барабану ставляться як до поважної персони. Етикет вкрай важливий. Він відрізняється залежно від регіону. Барабан — центральний символ пау-вау в Оклахомі, там вони розташовуються в центрі танцювального майданчика (в свою чергу, утворюючи кола). Південні барабани розставляються по чотирьох сторонах світу. Північні барабани розставляються поза майданчиком. Люди приносять музикантам воду і всіляко допомагають при необхідності.

### Спів
|  | the drum only helps them keep beat. Dancers key on the melody of the song. Rhythms, tones, pitch all help create their 'moves' . |

Пісня за структурою складається з чотирьох зарядок, хорового співу і чотирьох тем.
Талановиті співаки співають також не в ритм, ставлячи слова між ударами барабана, не орієнтуючись на них і «це, можливо, найбільша перешкода для розуміння не-індіанцем індіанських пісень».